# Mary Reeser
Mary Hardy Reeser (Columbia, Pensilvania, 8 de marzo de 1884-Saint Peterburg, Florida, 2 de julio de 1951) residente de Saint Petersburg, Florida, fue una presunta víctima de combustión humana espontánea.

## Biografía
Mary Reeser nació en Columbia, Pensilvania y se casó con el Dr. Richard Reeser (n. 1874/5). Su único hijo sobreviviente, también el Dr. Richard Reeser, nació en Pensilvania en 1910 o 1911.
Mary Reeser era una viuda de 67 años, residente en St. Petersburg, Florida. La última vez que se la vio con vida fue el 1 de julio de 1951, cuando su hijo y su casera, Pansy Carpenter, estuvieron con ella por la tarde.

### Muerte

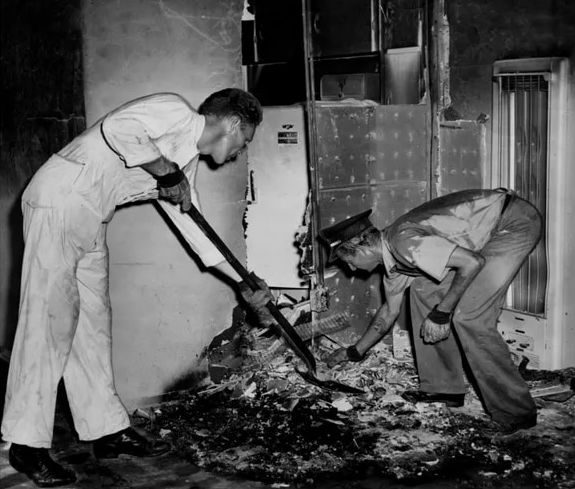
Trabajadores reecogiendo los restos de la extraña escena de la muerte de Mary Reeser, 2 de julio de 1951.

El 2 de julio de 1951, a las 5 de la madrugada, la casera de Reeser, la señora Pansy Carpenter se despertó por un olor a quemado pero, pensando que se trataba de una bomba de agua que se había recalentado, la apagó y volvió a la cama. Alrededor de las 8 a. m., la , llegó a la puerta de Reeser con un telegrama en el 1200 de la calle Cherry en St. Petersburg, Florida. Al abrir la puerta, encontró que la perilla de metal estaba incómodamente caliente al tacto, por lo que, alarmada, fue a pedir ayuda y llamó a la policía
Dos pintores que estaban trabajando cerca, la oyeron, y por ellos consiguió entrar. El rincón donde se encontraba el sillón la tarde anterior, estaba seriamente quemado. Todo el apartamento estaba dañado por encima de los 1,2 m de altura. Las paredes estaban cubiertas con un hollín grasiento Un reloj de pared también fue afectado por el calor y se paró a las 4:20 de la madrugada
Los restos de Reeser, que en gran parte eran cenizas, se encontraron entre los restos de una silla en la que había estado sentada. Solo una parte de su pie izquierdo (que llevaba una zapatilla) y su columna vertebral permanecían, junto con su cráneo. Los objetos plásticos de la casa, a cierta distancia del asiento de donde se originó el fuego, se ablandaron y perdieron sus formas. También se encontraron su hígado y algunas vértebras. 
El cráneo de Reeser había permanecido y se encontró entre las cenizas, pero se encogió (a veces con el florecimiento descriptivo agregado de 'hasta el tamaño de una taza de té'). El alcance de esta contracción fue suficiente para ser observado por investigadores oficiales y no fue una ilusión causada por la eliminación de todos los rasgos faciales (orejas, nariz, labios, etc.). El encogimiento del cráneo no es un rasgo regular de los supuestos casos de combustión humana espontánea, aunque el reclamo del "cráneo encogido" se ha convertido en un rasgo regular de los relatos anecdóticos de otros casos de combustión humana espontánea y numerosas historias apócrifas. Sin embargo, este no es el único caso en el que los restos presentan un cráneo encogido.

## Investigación
El 7 de julio de 1951, el jefe de policía de Saint Petersburg, J. R. Reichert, envió una caja de evidencia de la escena al director del FBI, J. Edgar Hoover. Incluyó fragmentos de vidrio encontrados en las cenizas, seis «pequeños objetos que se pensaban que eran dientes», una sección de la alfombra y el zapato sobreviviente. 
A pesar de que el cuerpo estaba casi totalmente incinerado, lo que requería temperaturas muy altas, la habitación en la que se produjo mostraba poca evidencia del incendio 
Reichert incluyó una nota que decía: «Solicitamos cualquier información o teoría que pueda explicar cómo un cuerpo humano podría ser destruido y el fuego limitado a un área tan pequeña y tan poco daño a la estructura del edificio y al mobiliario de la habitación. ni siquiera chamuscados o dañados por el humo». 
El FBI finalmente declaró que Reeser había sido incinerada por el efecto mecha. Como era una usuaria conocida de las pastillas para dormir, supusieron que había caído inconsciente mientras fumaba y prendió fuego a su ropa de dormir. «Una vez que el cuerpo comienza a arder», escribió el FBI en su informe, «hay suficiente grasa y otras sustancias inflamables para permitir que se produzcan diversas cantidades de destrucción. A veces, esta destrucción por quemadura procederá a un grado que resulte en casi total la combustión del cuerpo». 
A petición del Jefe de Policía de San Petersburgo, Florida, la escena también fue investigada por el antropólogo físico Wilton M. Krogman. El profesor Krogman, de la Facultad de Medicina de la Universidad de Pensilvania, había pasado algún tiempo en la década de 1930 experimentando y examinando los restos de tales incidentes, para ayudar en la detección de delitos.
Krogman fue consultado frecuentemente por el FBI por este motivo, pero después de examinar la escena y leer el informe del FBI, cuestionó enérgicamente las conclusiones del FBI con respecto a Reeser. Sin embargo, las circunstancias completas de la muerte y las objeciones de Krogman a la versión de los hechos del FBI no se conocerían públicamente durante una década.
Sus pocos restos fueron enterrados en el Cementerio de Chestnut Hill, en las afueras de Mechanicsburg, Pensilvania.

## Menciones
En un artículo de 1961 para The General Magazine and History Chronicle de la Universidad de Pensilvania, Krogman escribió extensamente sobre el caso Reeser. Sus comentarios incluyeron: 
Me cuesta creer que un cuerpo humano, una vez encendido, se consuma literalmente, se queme, al igual que la mecha de una vela, que se acumula en el último charco residual de cera derretida. La noche del 1 de julio de 1951, en San Petersburgo, Florida. Puede que nunca lo sepamos, aunque este caso todavía me persigue. 
Respecto al cráneo de Reeser, Krogman escribió:
     [...] La cabeza no se deja completa en los casos de quemado ordinarios. Ciertamente, no se marchita ni se reduce simétricamente a un tamaño más pequeño. En presencia de calor suficiente para destruir los tejidos blandos, el cráneo literalmente explotaría en muchas partes. Nunca he conocido ninguna excepción a esta regla. 
Krogman concluyó:
     No puedo concebir una cremación tan completa sin quemar más el apartamento en sí. De hecho, el apartamento y todo lo que había en él debería haber sido consumido. [...] Lo considero la cosa más increíble que he visto nunca. Mientras lo reviso, los pelos cortos en mi cuello se erizan con vago miedo. Si viviera en la Edad Media, murmuraría algo acerca de la magia negra. 
 Más tarde, habiendo puesto esta declaración en el registro, Krogman se alejó de esta posición. En cambio, expuso la teoría de que Reeser había sido asesinada en otro lugar. Su asesino tenía acceso a un equipo de tipo crematorio y había incinerado su cuerpo. El hipotético asesino luego transportó los resultados de la cremación parcial al apartamento y usó equipos portátiles de generación de calor para agregar los toques finales, como los objetos de plástico doblados al calor y el pomo de la puerta. 